# Aminuddin Ihsan

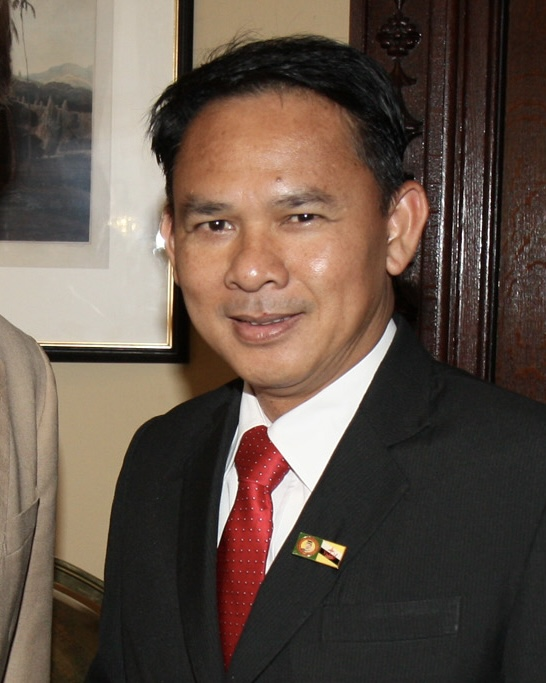
Aminuddin Ihsan (2014).

Aminuddin Ihsan (geb. 23. Juli 1966) ist ein ehemaliger Kommandeur der Royal Brunei Armed Forces aus Brunei (2009 bis 2014). Er war auch Minister of Culture, Youth and Sports von 2018 bis 2022.

## Leben

### Jugend und Bildung
Aminuddin Ihsan wurde am 23. Juli 1966 geboren. Seine Eltern waren Abidin Abdul Rashid und Fatimah Razali. Er graduierte mit einem Bachelor of Science in Bauingenieurwesen (civil engineering) und einem Master of Arts in Militärwissenschaft. Später besuchte er weiterführende Kurse, als United Nations Military Observer (UNMO) und Staff Officer-Kurse, sowie Battalion Tactics-Kurse und die Joint Staff-Kurse in Großbritannien. Er wurde auch Fellow des australischen Australian Defence College (Defence & Strategic Studies).

### Militärische Karriere
Am 19. September 1988 wurde er offiziell als Lieutenant für die Royal Brunei Land Forces abkommandiert. Aminuddin übernahm in seiner militärischen Karriere zahlreiche verschiedene Aufgaben, wie zum Beispiel platoon leader der Company 'D' 1st Battalion (1Bn RBLF), Truppführer des Auxiliary Battalion, Commanding Officer der Infantry Battalion, stellvertretender Commanding Officer und Commanding Officer des 2nd Battalion (2Bn RBLF), Commander des RBAF Training Institute und Commander of the RBLF. Am 31. Dezember 2009 wurde er zum 8. Kommandanten der RBAF ernannt in Nachfolge Major General Halbi bin Mohammad Yussof. Aminuddins Nachfolger wurde Mohammad Tawih am 29. Januar 2014.

### Politische Karriere
Nach Ende seiner militärischen Karriere diente er als High Commissioner im Vereinigten Königreich vom 15. Mai 2014 bis zum 30. Januar 2018. Am 12. November 2014 überreichte ihm Königin Elisabeth II. sein Beglaubigungsschreiben im Buckingham Palace, London. Am 24. April 2017 wurde Aminuddin Ihsan als Diplomat of the Year 2017 benannt in der Kategorie Asien in der Zeremonie zu den Tata DIPLOMAT magazine Awards.
Am 30. Januar 2018 wurde Aminuddin durch Sultan Hassanal Bolkiah zum Minister of Culture, Youth and Sports im Council of Cabinet Ministers ernannt. Nach einer weiteren Kabinettsumbildung am 7. Juni 2022 wurde Nazmi Mohamad sein Nachfolger.

## Familie
Aminuddin Ihsan ist verheiratet mit Datin Nurhayana Janis binti Abdullah. Das Paar hat drei Kinder. Er ist der Sohn von Pehin Orang Kaya Saiful Mulok Dato Seri Paduka Awang Haji  Abidin bin Orang Kaya Perwira Abdul Rashid.

## Ehrungen

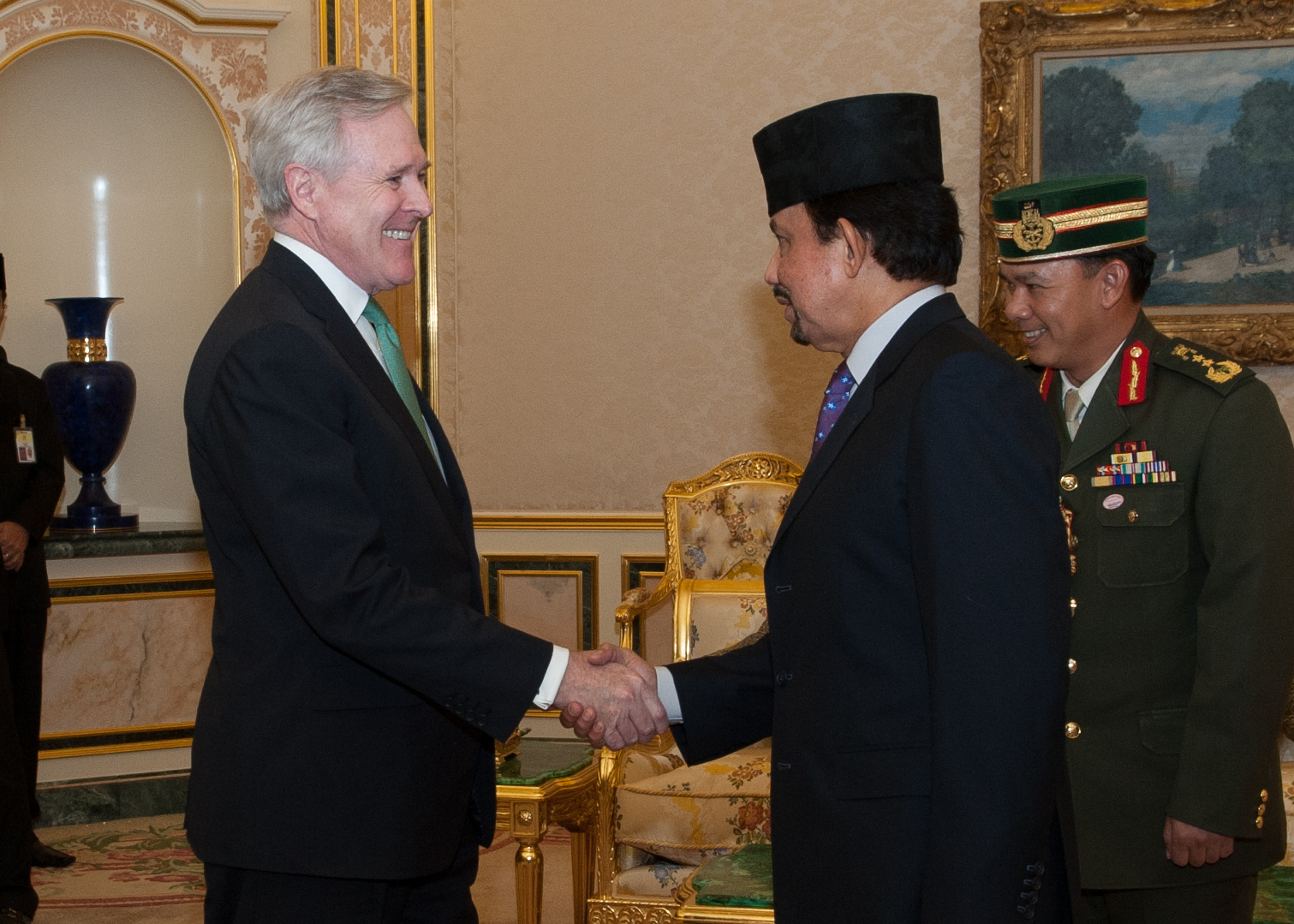
United States Secretary of the Navy Ray Mabus beim Treffen mit Sultan Hassanal Bolkiah in Begleitung von Aminuddin Ihsan, 2012.

### Ehrungen
- 2017 Diplomat of the Year from Asia (24. April 2017)[6]

#### National
- Order of Paduka Keberanian Laila Terbilang 1. Klasse (DPKT; 15 July 2010) – Dato Paduka Seri[2]
- Order of Seri Paduka Mahkota Brunei 3. Klasse (SMB; 2003)[2]
- Meritorious Service Medal (PJK; 2007)[2]
- Sultan of Brunei Silver Jubilee Medal (5. Oktober 1992)[11]
- General Service Medal[11]
- Long Service Medal (Armed Forces)[11]
- Royal Brunei Armed Forces Golden Jubilee Medal (31. Mai 2011)[11]

#### International
- Philippinen
  -  Combat Commander’s Badge (2005)[1]

- Singapur:
  -  Pingat Jasa Gemilang (PJG; 9. Juni 2010)[12]
  -  Darjah Utama Bakti Cemerlang (DUBC; 12. April 2012)[13]

- Indonesien
  -  Bintang Yudha Dharma Utama (BYD; 22. August 2011)[14]

- Malaysia
  -  Panglima Gagah Angkatan Tentera (PGAT; 4. Oktober 2011)[15]

- Thailand
  -  Knight Grand Cross of the Order of the Crown of Thailand (PM; 26. August 2011)[16]